# Diospyros boivinii
Diospyros boivinii är en tvåhjärtbladig växtart som beskrevs av William Philip Hiern. Diospyros boivinii ingår i släktet Diospyros och familjen Ebenaceae. Utöver nominatformen finns också underarten D. b. boivinii.